# 리그 오브 아일랜드 프리미어 디비전
리그 오브 아일랜드 프리미어 디비전 (League of Ireland Premier Division)은 아일랜드의 최상위 축구 리그이다. 현재의 리그는 SSE 에어트리시티 리그 프리미어 디비전(SSE Airtricity League Premier Division)이라고 불리는데 이는 후원사의 명칭을 붙여서 이렇게 불린다. 2006년에 아일랜드 축구 협회(FAI)와 아일랜드 풋볼 리그의 통합으로 현재의 리그가 탄생하게 되었다. 역시 2006년에 같이 생겨난 리그 오브 아일랜드 퍼스트 디비전을 하부리그로 가지고 있다. 이 두 개의 리그는 리그 오브 아일랜드에 속해 있다.
이전 리그에 있던 모든 팀들은 새롭게 생겨나는 프리미어 디비전에 참가하기 위해 신청을 하고, 선별된 평가단에 의해 12팀이 뽑히게 되었다. 이 12팀은 프리미어 디비전에서 리그를 진행하게 되었고, 나머지 10개팀은 리그 오브 아일랜드 퍼스트 디비전에서 플레이하게 되었다. 리그 최하위팀은 퍼스트 디비전으로 강등되고 퍼스트 디비전의 우승 팀이 승격된다. 그리고 퍼스트 디비전의 2위와 3위팀이 단판 플레이오프를 벌여 승자가 프리미어 디비전의 11위팀과 홈 앤 원정 방식으로 잔류 및 승강 플레이오프를 펼치게 된다. 여기서 승리하는 팀이 프리미어 디비전에 잔류한다.
북아일랜드에 위치한 데리 시티 FC만 제외한 모든 팀들은 아일랜드에 위치해 있다.

## 같이 보기
- 리그 오브 아일랜드